# Березіна Інна Вікторівна
Інна Вікторівна Березіна (нар. 18 липня 1962, Кам'янець-Подільський) — художник-педагог, мистецтвознавець, кандидат архітектури, доцент кафедри образотворчого і декоративно-прикладного мистецтва та реставрації творів мистецтва Кам'янець-Подільського національного університету імені Івана Огієнка.

## Біографічні дані
Випускниця Кам'янець-Подільського національного університету імені Івана Огієнка (спеціаліст, магістр образотворчого мистецтва). Дисертацію захистила у 2007 р. на спеціалізованій вченій раді Національної академії образотворчого мистецтва і архітектури на тему «Архітектурна спадщина України у творчості Наполеона Орди: іконографія та принципи використання» на здобуття наукового ступеня кандидата архітектури зі спеціальності 18.00.01 — Теорія архітектури, реставрація пам'яток архітектури.
За результатами дослідження у 2009 р. опублікувала монографію; протягом 2008—2015 рр. відбулися виставки-експозиції візуального ряду «Архітектурна спадщина України в творчості Наполеона Орди. Принципи використання іконографічних творів Наполеона Орди в історико-архітектурній науці, пам'яткоохоронній та реставраційній сферах» у конференц-залі НІАЗ «Кам'янець» (Кам'янець-Подільський), Національному заповіднику «Замки Тернопілля» (Збараж), Управлінні регіонального розвитку містобудування, архітектури та будівництва Хмельницької облдержадміністрації (Хмельницький), Управлінні туризму та промоції Луцької міської ради (Луцьк).
Викладає в Кам'янець-Подільському національному університеті імені Івана Огієнка курси мистецтвознавчого спрямування: «Історія зарубіжного мистецтва», «Історія архітектури», «Актуальні проблеми сучасного мистецтвознавства», «Сучасні напрямки розвитку світового та українського образотворчого мистецтва», «Методика викладання образотворчого мистецтва у вищій школі», «Міфологія», «Основи музейної справи», «Основи наукових досліджень». Коло наукових інтересів І. В. Березіної містить дослідження питань реставрації та охорони об'єктів зодчества на українських теренах, принципів використання графічних і живописних іконографічних джерел у справі ревіталізації пам'яток архітектури, а також методичних аспектів впровадження новітніх мистецтвознавчих тенденцій у навчальний процес загальноосвітніх і вищих навчальних закладів. З 22 квітня 2009 р. — член НСК України, з 22 лютого 2010 року — член НСА України.